# Vivianne Miedema
Anna Margaretha Marina Astrid „Vivianne“ Miedema (* 15. Juli 1996 in Hoogeveen, Niederlande) ist eine niederländische Fußballspielerin, die seit Juli 2024 Vertragsspielerin des Manchester City WFC ist. Sie spielt seit 2013 für die A-Nationalmannschaft, deren Rekordtorschützin sie seit dem Jahr 2019 ist.

## Karriere

### Vereine

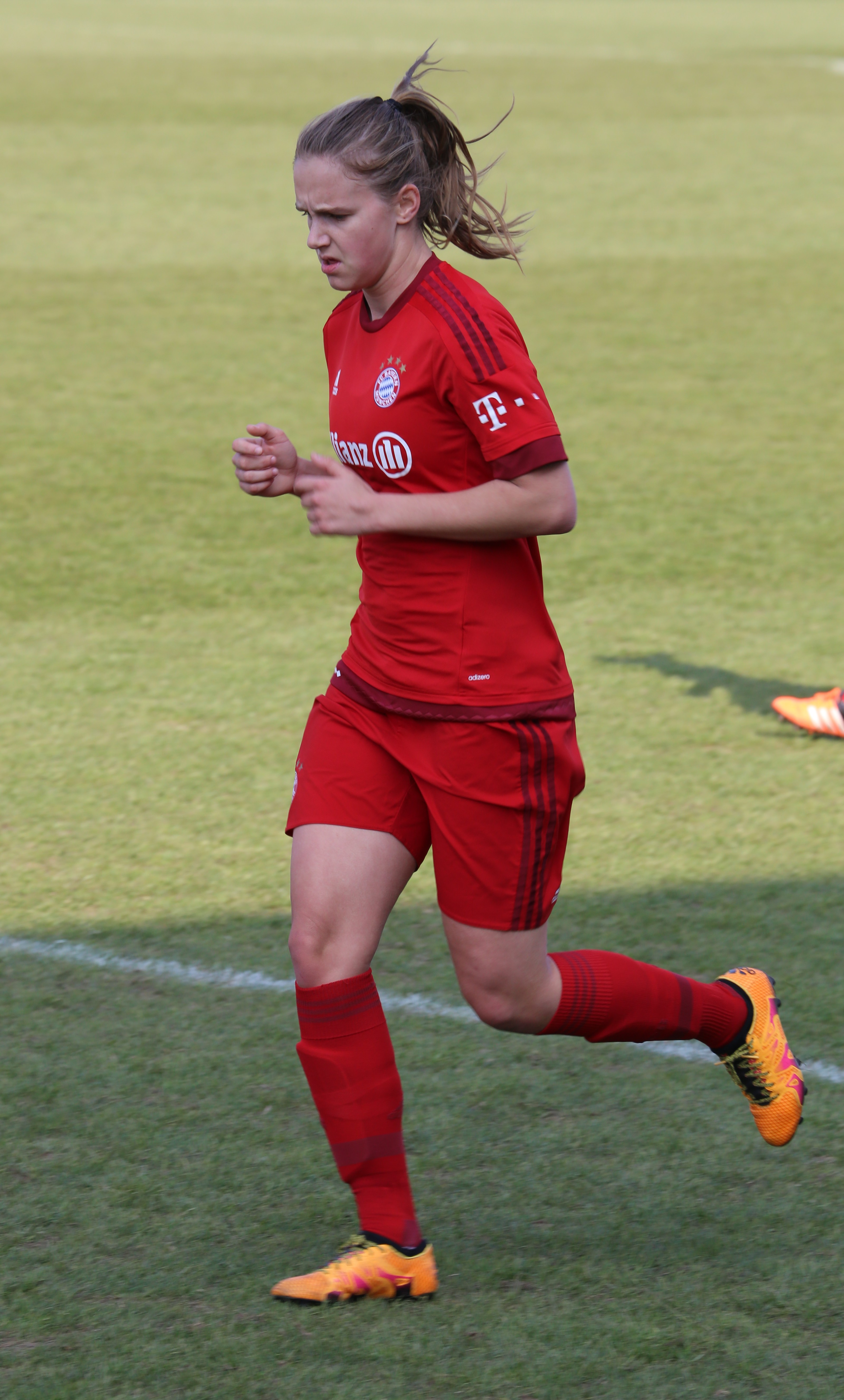
FC Bayern München, 2016

Miedema begann als Fünfjährige bei der in ihrem Geburts- und Wohnort ansässigen Hoogeveense Zaterdag Voetbal Vereniging (HZVV) mit dem Fußballspielen und wechselte nach acht Jahren zum Stadtrivalen VV de Weide. 2011 verpflichtete sie der Erstligist SC Heerenveen, mit dem sie in ihrer Premierensaison jedoch den letzten Platz in der Liga belegte. Zum Zeitpunkt ihres Debüts für Heerenveen war sie die jüngste Spielerin, die bis dahin in der Eredivisie eingesetzt worden war. In der ersten Spielzeit der seit 2012/13 ausgetragenen BeNe League war sie mit 22 Toren in 14 Partien beste Torschützin der BeNe League B. Noch erfolgreicher war die Stürmerin in der Saison 2013/14: Mit 39 Toren wurde sie Torschützenkönigin. Die Zweitplatzierte in dieser Wertung, Ellen Jansen, hatte 24 Tore in 26 Spielen erzielt.
Zur Saison 2014/15 verpflichtete sie der Bundesligist FC Bayern München und stattete sie mit einem Dreijahresvertrag aus. Am 31. August 2014 (1. Spieltag) debütierte sie beim 1:1-Unentschieden im Heimspiel gegen den 1. FFC Frankfurt, als sie in der 75. Minute für Mana Iwabuchi eingewechselt wurde. Ihre ersten beiden Ligatore für den FC Bayern München erzielte sie am 5. Oktober 2014 (6. Spieltag) beim 6:0-Sieg im Heimspiel gegen den MSV Duisburg mit den Treffern zum 4:0 in der 68. und 5:0 in der 75. Minute, nachdem sie für Eunice Beckmann in der 65. Minute eingewechselt worden war. 2015 wurde sie mit den Münchnerinnen Deutscher Meister, wie auch 2016. Am 18. Mai 2017 gab der FC Bayern München bekannt, dass Miedema zum Saisonende 2016/2017 den Verein verlässt. Am 23. Mai 2017 unterschrieb Miedema beim englischen Erstligisten Arsenal Ladies FC. In ihrer ersten Saison in England erzielte sie in elf Spielen vier Tore. In der Saison 2018/19 hatte sie mit 22 Toren, wodurch sie auch Torschützenkönigin wurde, maßgeblichen Anteil daran, dass Arsenal nach fünf Spielzeiten ohne Meistertitel wieder Meister wurde. Mit Arsenal erreichte sie das Viertelfinale der UEFA Women’s Champions League 2019/20, wo sie mit 1:2 gegen Paris Saint-Germain ausschieden. Mit 10 Toren war sie beste Torschützin der Finalrunde. Die auf Grund der COVID-19-Pandemie vorzeitig beendete Saison 2019/20 beendete Arsenal auf dem dritten Platz und verpasste damit die Teilnahme an der UEFA Women’s Champions League 2020/21. Bis zum Saisonabbruch war sie beste Torschützin.
Für die Gruppenphase der UEFA Women’s Champions League 2021/22 konnte sie sich mit Arsenal qualifizieren, die Gruppenphase beendeten sie als Zweite, wobei der direkte Vergleich mit den punktgleichen Hoffenheimerinnen entscheidend war, denn im Hinspiel hatten sie mit 4:0 gewonnen, das Rückspiel aber mit 1:4 verloren. Im Viertelfinale schieden sie dann nach einem 1:1 im Heimspiel durch eine 0:2-Niederlage in Wolfsburg aus. Miedema kam in allen zwölf Spielen zum Einsatz und erzielte sieben Tore, davon aber fünf in der Qualifikation. Die Gruppenphase der UEFA Women’s Champions League 2022/23 erreichten sie durch ein 2:2 und einen 1:0-Auswärtssieg gegen Ajax Amsterdam, wobei sie das entscheidende Tor erzielte. In der Gruppenphase konnte sie sich dann vor Titelverteidiger Lyon den Gruppensieg holen. Im Dezember 2022 zog sich Miedema einen Kreuzbandriss zu.
Am 13. Mai 2024 gab Miedema bekannt, dass sie Arsenal am Ende der Saison, nach Ablauf ihres Vertrages, verlassen wird, da ihr kein neuer Vertrag anboten wurde. Am 5. Juli 2024 wurde sie vom Ligakonkurrenten Manchester City WFC verpflichtet.

### Nationalmannschaft

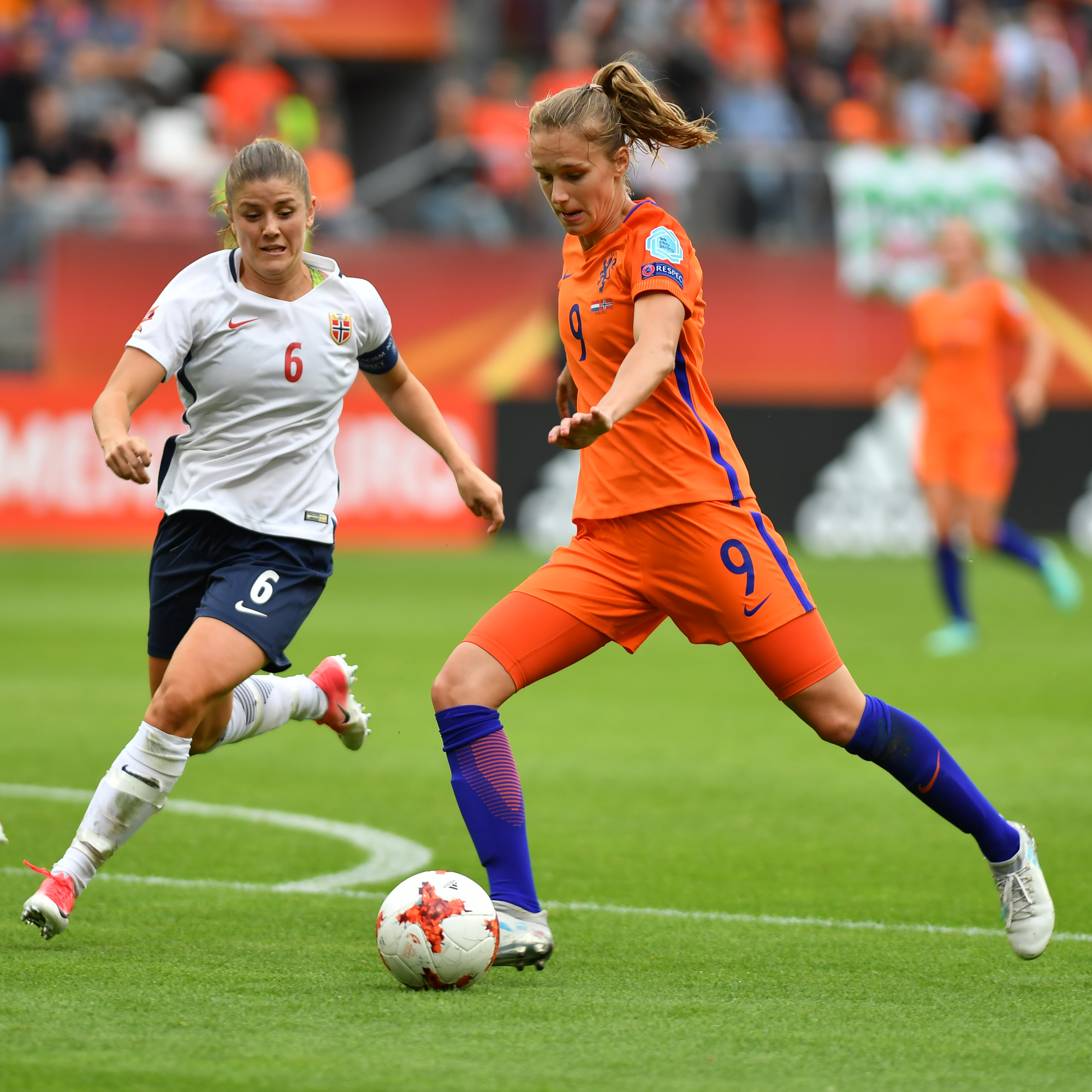
Miedema bei der EM 2017 im Spiel gegen Norwegen

Seit sie im März 2010 für die niederländische U15-Nationalmannschaft debütierte, war sie in bisher insgesamt 52 Länderspielen 55-mal (Stand: 27. Juli 2014) als Torschützin erfolgreich und ist in der U17-Nationalmannschaft mit 22 Treffern Rekordtorschützin.
Nach ihrem Debüt in der A-Nationalmannschaft am 26. September 2013 in Tirana – beim 4:0-Sieg im WM-Qualifikationsspiel gegen die Auswahl Albaniens – erzielte sie in ihrem zweiten A-Länderspiel am 26. Oktober 2013 in Maia beim 7:0-Sieg gegen die Auswahl Portugals einen Hattrick, nachdem sie in der 75. Minute für Lieke Martens eingewechselt worden war. Mit 16 in den WM-Qualifikationsspielen erzielten Toren war sie gemeinsam mit der Jamaikanerin Shakira Duncan beste Torschützin.
2014 gewann sie mit der niederländischen U19-Nationalmannschaft die vom 15. bis 27. Juli in Norwegen ausgetragene Europameisterschaft. Sie erzielte im Finale gegen die Auswahl Spaniens das Tor zum 1:0-Endstand und war mit sechs Toren erfolgreichste Torschützin der Endrunde; von der UEFA wurde sie zur Goldenen Spielerin gewählt.
Im Juli 2017 gewann sie mit der Nationalmannschaft den EM-Titel und war mit vier Toren zweitbeste Torschützin des Turniers. Zwei ihrer vier Tore erzielte sie im Finale gegen Dänemark.
Am 6. April 2018 erzielte sie in ihrem 63. Länderspiel beim 7:0-Sieg gegen Nordirland ihr 50. Länderspieltor und zog damit mit Robin van Persie, dem Rekordtorschützen der Männer gleich. Mit dem Treffer zum 3:1-Endstand im zweiten WM-Gruppenspiel gegen die Nationalmannschaft Kameruns am 15. Juni 2019 erzielte sie ihr 60. Länderspieltor, mit dem sie zur Rekordtorschützin avancierte. Insgesamt erzielte sie bei der WM drei Tore in sieben Spielen und unterlag mit ihrer Mannschaft nur im Finale dem Titelverteidiger USA.
Für das vom 21. Juli bis 7. August 2021 in Japan stattgefundene olympische Fußballturnier 2020, das wegen der COVID-19-Pandemie um ein Jahr verschoben worden war, wurde sie für den Nationalmannschaftskader nominiert. Die Niederlande schossen 21 Tore innerhalb der Gruppenphase – darunter allein zehn gegen Sambia – wovon acht auf das Konto der Stürmerin gingen. Beides waren neue Vorrundenrekorde bei Olympischen Sommerspielen. In der Finalrunde erzielte Miedema weitere zwei Treffer, im Viertelfinale schied sie mit ihrem Team gegen die USA im Elfmeterschießen aus.
Am 31. Mai wurde sie für die EM-Endrunde nominiert. Bei der EM kam sie im ersten Gruppenspiel gegen Schweden zum Einsatz, das 1:1 endete. Da sie danach positiv auf COVID-19 getestet wurde und in Quarantäne musste, konnte sie die beiden folgenden Gruppenspiele nicht mitmachen. Im Viertelfinale war sie dann wieder dabei, verlor dies aber in der Verlängerung gegen Frankreich, durch einen verwandelten Strafstoß.
Auch im letzten Spiel der Qualifikation für die WM 2023 gegen Island stand sie in der Startelf. Durch ein Tor in der Nachspielzeit gewannen die Niederländerinnen mit 1:0 und qualifizierten sich damit für die WM-Endrunde. In sieben Spielen hatte sie acht Tore erzielt, davon sechs beim 12:0-Sieg gegen Zypern, und war damit beste Torschützin ihrer Mannschaft.
Aufgrund eines Kreuzbandrisses konnte sie nicht für die WM nominiert werden und danach kamen weitere Knieprobleme hinzu.
Sie wurde dann aber wieder für die EM-Endrunde 2025 nominiert. Dort kam sie in zwei von drei Gruppenspielen zum Einsatz, nach denen die Niederländerinnen ausschieden. Im ersten Spiel gegen Wales erzielte sie ihr 100. Länderspieltor.

## Erfolge
- Vizeweltmeisterin 2019
- Europameisterin 2017
- U-19-Europameisterin 2014
- Torschützenkönigin der U-19-Europameisterschaft 2014
- Deutscher Meister 2015, 2016
- WSL-Cup-Siegerin 2017/18
- Englische Meisterin 2018/19
- Torschützenkönigin in der BeNe League 2014
- Torschützenkönigin in der BeNe League B 2013
- Torschützenkönigin in der WSL 2018/19 und 2019/20[21]
- Torschützenkönigin in der UEFA Women’s Champions League 2019/20 (zusammen mit zwei anderen Spielerinnen, die aber je sechs Tore in der Qualifikation erzielt hatten)

## Auszeichnungen
- Goldene Spielerin der U-19-Europameisterschaft 2014

## Privates
Miedema engagierte sich 2019 als Botschafterin bei der Organisation War Child. Seit 2021 ist sie Mitglied der Initiative Common Goal. Das impliziert, dass sie 1 % ihres Gehalts an die Organisation Streetfootballworld spendet, die soziale Projekte mit Fußballbezug unterstützen. Seit 2022 ist sie mit der britischen Fußballspielerin Beth Mead liiert.